# Claire Bodson
Pour les articles homonymes, voir Bodson.
Claire Bodson, née le 18 mai 1973 à Liège, est une comédienne belge.

## Biographie
Claire Bodson, née le 18 mai 1973 à Liège (Belgique), étudie au Conservatoire royal de Bruxelles où se confirme son intérêt pour le théâtre. Après quelques expériences scéniques au Théâtre de l'Ancre à Charleroi, elle est, à partir de 1997, une artiste régulière du Théâtre national Wallonie-Bruxelles.
Elle fait ses débuts au cinéma dans Élève libre (2008), un film dramatique réalisé par Joachim Lafosse qui lui vaut une nomination aux Magritte du cinéma dans la catégorie de la meilleure actrice dans un second rôle. Elle revient au cinéma en 2014 avec À perdre la raison, qui marque sa deuxième collaboration avec Lafosse.
Claire Bodson apparaît ensuite dans le film Le Jeune Ahmed de Jean-Pierre et Luc Dardenne (2019). Aux 10e Magritte, le film reçoit neuf nominations, dont celle de la meilleure actrice dans un second rôle pour Bodson.
Dans Fils de plouc de Lenny et Harpo Guit sorti début 2022, Claire Bodson incarne Cachemire, « la mère lessivée des deux héros du film » ; là encore elle est nommée aux Magritte du cinéma dans la catégorie de la meilleure actrice dans un second rôle. 

## Filmographie

### Cinéma

#### Longs métrages
- 2008 : Élève libre de Joachim Lafosse : Nathalie
- 2012 : À perdre la raison de Joachim Lafosse : l'officier de police à l'hôpital
- 2019 : Le Jeune Ahmed de Jean-Pierre et Luc Dardenne : la mère d'Ahmed
- 2021 : Fils de plouc d'Harpo et Lenny Guit : Cachemire
- 2022 : Tori et Lokita de Jean-Pierre et Luc Dardenne : l'examinatrice (voix)
- 2023 : Temps mort d'Eve Duchemin : Linda Bonnard
- 2024 : Julie se tait (Julie Zwijgt) de Leonardo Van Dijl : Sofie
- 2024 : La nuit se traîne de Michiel Blanchart : Gina
- 2025 : L'Intérêt d'Adam de Laura Wandel : la déléguée du SPJ
- 2025 : Jeunes Mères de Jean-Pierre et Luc Dardenne : Isabelle
- 2025 : Dossier 137 de Dominik Moll : Valérie

#### Courts métrages
- 1998 : Noël au balcon de Martine Doyen : Jacqueline
- 2000 : Happy New Year! de Jean-Philippe Laroche
- 2012 : La Part sauvage de Guérin Van de Vorst : Claire

## Distinctions
Sauf indication contraire, les informations mentionnées dans cette section peuvent être confirmées par la base de données cinématographiques IMDb,  présente dans la section « Liens externes ».
- Magritte 2011 : nomination comme meilleure actrice dans un second rôle pour Élève libre
- Magritte 2020 : nomination comme meilleure actrice dans un second rôle pour Le Jeune Ahmed
- Magritte 2022 : nomination comme meilleure actrice dans un second rôle pour Fils de plouc